# ギー・レベル
ギー・レベル（Guy Revell、1941年8月2日 - 1981年3月11日）は、カナダ出身の男性フィギュアスケート選手。1964年インスブルックオリンピックペア銀メダリスト。パートナーはデビー・ウィルクス。

## 経歴
- 1963年、1964年カナダフィギュアスケート選手権優勝。
- 1964年インスブルックオリンピックで3位となり銅メダルを獲得したが、のちにドイツのマリカ・キリウス＆ハンス＝ユルゲン・ボイムラー組が禁止されていたプロ活動を行っていたという理由で銀メダルを剥奪され、デビー・ウィルクス＆ギー・レベル組は繰り上げ2位となり銀メダルを授与された。1987年になってマリカ・キリウス＆ハンス＝ユルゲン・ボイムラー組の名誉が回復され銀メダルを再度授与することになり、2014年にIOCは正式にデビー・ウィルクス＆ギー・レベル組とマリカ・キリウス＆ハンス＝ユルゲン・ボイムラー組の2組銀メダルという裁定を下した[1]。
- 引退後はプロスケーターとして活動。
- 1981年3月11日、バンクーバーで死去。

## 主な戦績
| 大会/年      | 1959-60 | 1960-61 | 1961-62 | 1962-63 | 1963-64 |
| ------------ | ------- | ------- | ------- | ------- | ------- |
| オリンピック |         |         |         |         | 2       |
| 世界選手権   | 11      |         | 4       |         | 3       |
| カナダ選手権 | 3       | 3       | 3       | 1       | 1       |